# Peskovka
Peskovka è una centro abitato della Russia europea centro-settentrionale, situata nella oblast' di Kirov; appartiene amministrativamente al rajon Omutninskij.